# أيرث، ويند أند فاير (فريق موسيقي)
آيرث، ويند آند فاير (بالإنجليزية: Earth, Wind & Fire)‏ فريق غناء وعزف أمريكي يقدم الموسيقى من أشكال مختلفة (السول، والفونك، والجاز، والديسكو، والبوب، وموسيقى أمريكا اللاتينية، والموسيقى الراقصة، وموسيقى الأفروبوب، وموسيقى "آر أند بي").
يوصف الفريق بأنه واحد من أكثر العروض الموسيقية إبداعًا ونجاحًا تجاريًا في كل العصور. وصفت مجلة رولينج ستون فريق «أيرث، ويند آند فاير» بأنه مبتكر ودقيق وحسي ومحسوب لكنه مثير وقالت أن الفريق غير صوت «البوب الأسود»، كما وصفت محطة «في اتش VH1» الفريق بأنه «أحد أعظم الفرق الموسيقية» على الإطلاق.
تأسس الفريق في شيكاغو على يد موريس وايت في عام 1969.

## أعضاء الفريق البارزين
- فيليب بيلي: غناء رئيسي، وكونجا، وإيقاع، وكاليمبا (1970-1984؛ 1987 حتى الآن)

- فيردين وايت: جيتار باس، وغناء مساند (1970-1984 ؛ 1987 إلى الوقت الحاضر)

- رالف جونسون: إيقاع، وغناء مساند (1972-1984 ؛ 1987 حتى الآن)؛ طبول (1972-1984)

بالاشتراك مع:
- ديفيد ويتوورث: إيقاع، وغناء (1996 إلى الوقت الحاضر)

- مايرون ماكينلي: لوحات المفاتيح (كيبورد)، وهو المدير الموسيقي (2001 حتى الآن)

- جون باريس: طبول، وغناء (2001 إلى الوقت الحاضر)

- فيليب بيلي جونيور: غناء، وإيقاع (2008 إلى الوقت الحاضر)

- موريس أوكونور: جيتار رئيسي، وغناء (2008 إلى الوقت الحاضر)

- سيرج ديميتريجيفيتش: جيتار إيقاعي، وغناء (2012 إلى الوقت الحاضر)

يشتهر الفريق بصوت ألة كاليمبا الأفريقية (يشبه الاكسلفون)، وقسم آلات النفخ الديناميكي، وعروض المسرح النشطة والمتقنة، والتباين بين غناء فيليب بيلي الفالسيتو والباريتون لموريس وايت.

## إنجازات الفريق
فاز الفريق بستة جوائز جرامي من 17 ترشيحًا، وأربع جوائز الموسيقى الأمريكية من أصل 12 ترشيحًا، وتم إدخالهم في قاعة مشاهير الروك آند رول، وقاعة مشاهير الأصوات، وقاعة مشاهير الجمعية الوطنية للنهوض بالملونين NAACP، وقاعة مشاهير هوليوود «روك واك Hollywood's Rockwalk»، لمبيعات تزيد عن 90 مليون اسطوانة، فهي واحدة من أفضل الفرق الموسيقية مبيعًا في العالم على الإطلاق. كما حصلت الفرقة على جائزة الجمعية الأمريكية للملحنين والمؤلفين والناشرين، وجوائز بي إي تي، وجائزة قطار السول ميوزك، وجائزة الأكاديمية الوطنية لتسجيل الفنون والعلوم NARAS، وجائزة غرامي لإنجاز العمر، وحصل الفريق على جائزة الكونجرس في عام 2012، وجائزة مركز كينيدي الشرفية في عام 2019، جنبًا إلى جنب مع سالي فيلد وليندا رونستادت وسمسم ستريت ومايكل تيلسون توماس.

## أهم الأغاني
- سويت باك ثيم (Sweetback's Theme (1971[16]

- تفان (Devotio (1974[17]

- نجم لامع (Shining Star (1975[18]

- رامزي لويس، «إلهة الشمس» (Ramsey Lewis, "Sun Goddess" (1975[19]

- هذا هو طريق العالم (That's the Way of the World (1975[20]

- غني أغنية (Sing a Song (1975[21]

- أسباب (Reasons (1975[22]

- القافية البرازيلية (بيجو) (Brazilian Rhyme (Beijo) (1977[23]

- أحاول ادخالك حياتي (Got to Get You Into My Life (1978[24]

- سبتمبر (September (1978[25]

- بوجي وندرلاند (Boogie Wonderland (1979[26]

- هيا نرقص (Let's Groove (1981[27]

## وصلات خارجية
- الموقع الرسمي